# Кодзи (Хэйан)
Кодзи (яп. 康治 кодзи) — девиз правления (нэнго) японского императора Коноэ, использовавшийся с 1142 по 1144 год .

## Продолжительность
Начало и конец эры:
- 28-й день 4-й луны 2-го года Эйдзи (по юлианскому календарю — 25 мая 1142);
- 23-й день 2-й луны 3-го года Кодзи (по юлианскому календарю — 28 марта 1144).

## Происхождение
Название нэнго было заимствовано из классического древнекитайского сочинения Книга Сун:「以康治道」.

## События
- 1143 год (1-я луна 2-го года Кодзи) — император-инок Го-Тоба посетил свою мать[5];
- 1143 год (5-я луна 2-го года Кодзи) — император Коноэ отправился в паломничество в Тодай-дзи и храмы на горе Хиэй[5];
- 1143 год (2-й год Кодзи) — появление «парчи из Эдзо», китайской парчи, проникшей в Японию через Хоккайдо[6].

## Сравнительная таблица
Ниже представлена таблица соответствия японского традиционного и европейского летосчисления. В скобках к номеру года японской эры указано название соответствующего года из 60-летнего цикла китайской системы гань-чжи. Японские месяцы традиционно названы лунами.
| 1-й год Кодзи (Водяная Собака)   | 1-я луна       | 2-я луна*  | 3-я луна              | 4-я луна* | 5-я луна* | 6-я луна  | 7-я луна* | 8-я луна*  | 9-я луна    | 10-я луна* | 11-я луна  | 12-я луна  |               |
| -------------------------------- | -------------- | ---------- | --------------------- | --------- | --------- | --------- | --------- | ---------- | ----------- | ---------- | ---------- | ---------- | ------------- |
| Юлианский календарь              | 29 января 1142 | 28 февраля | 29 марта              | 28 апреля | 27 мая    | 25 июня   | 25 июля   | 23 августа | 21 сентября | 21 октября | 19 ноября  | 19 декабря |               |
| 2-й год Кодзи (Водяная Свинья)   | 1-я луна       | 2-я луна*  | 2-я луна (високосная) | 3-я луна  | 4-я луна* | 5-я луна* | 6-я луна  | 7-я луна*  | 8-я луна*   | 9-я луна   | 10-я луна* | 11-я луна  | 12-я луна     |
| Юлианский календарь              | 18 января 1143 | 17 февраля | 18 марта              | 17 апреля | 17 мая    | 15 июня   | 14 июля   | 13 августа | 11 сентября | 10 октября | 9 ноября   | 8 декабря  | 7 января 1144 |
| 3-й год Кодзи (Деревянная Крыса) | 1-я луна*      | 2-я луна   | 3-я луна              | 4-я луна* | 5-я луна  | 6-я луна* | 7-я луна  | 8-я луна*  | 9-я луна*   | 10-я луна  | 11-я луна* | 12-я луна  |               |
| Юлианский календарь              | 6 февраля 1144 | 6 марта    | 5 апреля              | 5 мая     | 3 июня    | 3 июля    | 1 августа | 31 августа | 29 сентября | 28 октября | 27 ноября  | 26 декабря |               |

* звёздочкой отмечены короткие месяцы (луны) продолжительностью 29 дней. Остальные месяцы длятся 30 дней.